# Atomaria strandi
Atomaria strandi är en skalbaggsart som beskrevs av Johnson 1967. Atomaria strandi ingår i släktet Atomaria, och familjen fuktbaggar. Arten är reproducerande i Sverige.